# Drake London
Drake London (geboren am 24. Juli 2001 in Moorpark, Kalifornien) ist ein US-amerikanischer American-Football-Spieler auf der Position des Wide Receivers. Er spielte College Football für die USC Trojans. Von 2019 bis 2020 spielte London bei den Trojans auch Basketball. In der ersten Runde des NFL Draft 2022 wurde er von den Atlanta Falcons ausgewählt.

## College
London besuchte die Highschool in seiner Heimatstadt Moorpark, Kalifornien, wo er American Football und Basketball spielte. Ab 2019 ging er auf die University of Southern California, um College Football und College Basketball für die USC Trojans zu spielen.
London ging zunächst davon aus, als Wide Receiver im Footballteam nur ein Ergänzungsspieler zu sein, konnte sich aber bereits als Freshman mit fünf Touchdowns in den letzten fünf Partien der Saison in den Vordergrund spielen. Insgesamt kam er in seiner ersten College-Saison auf 39 gefangene Pässe für 567 Yards. Nach dem Abgang von Top-Receiver Michael Pittman Jr. in die NFL war London in der Saison 2020 hinter Amon-Ra St. Brown und Tyler Vaughns dritter Receiver der Trojans. In der durch die COVID-19-Pandemie in den Vereinigten Staaten verkürzten Saison fing er 33 Pässe und erzielte damit 502 Yards Raumgewinn. Nachdem er zwei Jahre lang auch für das Basketball-Team gespielt hatte, gab er seine Basketball-Karriere schließlich zugunsten von American Football auf.
In der Saison 2021 kam London, durch die Abgänge von St. Brown und Vaughns in die NFL nun bedeutendster Passempfänger in der Offense der Trojans, bereits nach sieben Spielen auf über 1000 Yards Raumgewinn. Bei der Niederlage gegen die Notre Dame Fighting Irish fing London 15 Pässe für 171 Yards und stellte damit einen weiteren Karrierebestwert auf. Im achten Spiel der Saison verletzte er sich gegen die Arizona Wildcats am rechten Knöchel und fiel daher für den Rest der Saison aus. Zuvor hatte er insgesamt 88 Pässe für 1084 Yards und sieben Touchdowns gefangen. Im Dezember 2021 gab London seine Anmeldung für den NFL Draft 2022 bekannt.

## NFL
London wurde im NFL Draft 2022 in der ersten Runde an achter Stelle von den Atlanta Falcons als erster Wide Receiver in diesem Draft ausgewählt. Mit 72 gefangenen Pässen für 866 Yards und vier Touchdowns war London als Rookie der klare Nummer-eins-Receiver seines Teams, das mit den Quarterbacks Marcus Mariota und Desmond Ridder eine lauflastige Offense spielte. Diese Rolle behielt London auch in der Saison 2023 inne, in der er sein Team mit 905 Yards Raumgewinn im Passspiel in dieser Statistik anführte.
Zum ersten Mal in seiner NFL-Karriere übertraf London in der Saison 2024 die 1000-Yards-Marke an Raumgewinn (1271 Yards, die viermeisten aller Spieler in dieser Spielzeit). Vor allem bei der 38:44-Niederlage in Overtime am letzten Spieltag der Regular Season gegen die Carolina Panthers konnte er mit 187 Yards Raumgewinn und zwei Touchdowns glänzen.

### NFL-Statistiken
| 2022                               | Atlanta Falcons | 17 | 15 | 72  | 866  | 12,0 | 40 | 4  | 3 | 3 |
| 2023                               | Atlanta Falcons | 16 | 16 | 69  | 905  | 13,1 | 45 | 2  | 0 | 0 |
| 2024                               | Atlanta Falcons | 17 | 17 | 100 | 1271 | 12,7 | 39 | 9  | 0 | 0 |
| Total                              | Total           | 50 | 48 | 241 | 3042 | 12,7 | 45 | 15 | 3 | 3 |
| Quelle: pro-football-reference.com |                 |    |    |     |      |      |    |    |   |   |